# Tyrone Brazelton
Tyrone Brazelton (ur. 30 marca 1986 w Chicago) – amerykański koszykarz grający na pozycji rozgrywającego, obecnie zawodnik Levskiego Lukoil Sofia.

## Życiorys
Po ukończeniu szkoły średniej w 2004 zdecydował się na wybór uczelni Western Kentucky, gdzie spędził kolejne cztery lata, doskonaląc się jako koszykarz. Podczas rozgrywek 2006/07 uzyskiwał 12,8 punktu, 4 asysty, 2,3 zbiórki, biorąc udział w 33 spotkaniach sezonu. Rok później, już jako senior (zawodnik ostatniego roku) spisywał się jeszcze lepiej (14,4 punktu, 3,7 asysty, 2,8 zbiórki, 1,1 przechwytu). Pomógł zakwalifikować się swojej drużynie (Hilltoppers) do turnieju Sun Belt oraz poprowadził ją prosto do rozgrywek NCAA Sweet 16. Po zakończeniu sezonu opuścił akademickie mury, by zająć się profesjonalnym basketem.
Swoją przygodę z zawodową koszykówką rozpoczął od łotewskiego klubu BK Windawa, w którego barwach zaliczył udane występy podczas FIBA Eurochallenge. Notował wtedy średnio 16,3 punktu, 1,5 zbiórki, 2,3 asysty oraz 1,3 przechwytu (4 mecze). W Lidze Bałtyckiej (11 gier) prezentował się również bardzo dobrze zdobywając średnio 13,2 punktu, 2,8 zbiórki, 2,7 asysty oraz 1,2 przechwytu. Pomimo udanego debiutu zdecydował się jednak na zmianę barw klubowych, jeszcze w trakcie trwania sezonu. Tym sposobem trafił do Sopotu, gdzie niestety jego potencjał nie był już wykorzystywany w takim stopniu. Był zmiennikiem na pozycji rozgrywającego. Plusem dla zawodnika była możliwość występów w elitarnych rozgrywkach Euroligi. W trakcie 6 rozegranych spotkań osiągnął średnie 3,7 punktu oraz 1,7 asysty. Na parkiecie przebywał około 16 minut w każdym meczu. Z klubem zdobył tytuł mistrza Polski, oraz zaliczył występ w finałach Pucharu Polski.
Po przenosinach klubu do Gdyni przed sezonem 2009/10 Brazelton pozostał w klubie Asseco. Niebagatelny wpływ na to miał fakt bliskiej przyjaźni z MVP finałów PLK 2009, Qyntelem Woodsem. Zaliczył 3 spotkania euroligowe, ze średnią 4.7 punktu oraz 6 ligowych (7,3 punktu, 2,7 asysty, 2,2 zbiórki). Następnie został wytransferowany do klubu Czarnych Słupsk, gdzie stał się podstawowym rozgrywającym. Jego statystyki meczowe uległy poprawie ponad dwukrotnie, a sam zawodnik udowodnił, iż jest niezwykle szybkim ale i mądrym kreatorem gry.
25 lipca 2016 podpisał umowę z klubem Rosy Radom. 1 marca 2017 został zwolniony ze względów dyscyplinarnych. 29 września 2017 został zawodnikiem tureckiego Stambułsporu Beylikduzu. 24 listopada opuścił zespół.
16 lutego 2018 został zawodnikiem greckiego Panionios ON Telecoms Ateny.
12 sierpnia 2020 dołączył do bułgarskiego zespołu Levski Lukoil Sofia.

## Osiągnięcia
Stan na 13 sierpnia 2020, na podstawie, o ile nie zaznaczono inaczej.
College
- Uczestnik:
  - rozgrywek Sweet 16 turnieju NCAA (2008)
  - meczu gwiazd NJCAA (2006)
- Mistrz:
  - turnieju konferencji Sun Belt East NCAA (2008)
  - sezonu regularnego Sun Belt East NCAA (2008)
- Zaliczony do
  - I składu turnieju Sun Belt (2008)
  - II składu konferencji Sun Belt (2008)

Drużynowe
- Mistrz Polski (2009)
- Wicemistrz Litwy (2014)
- Zdobywca Superpucharu Polski (2016)[13]
- Finalista Pucharu Polski (2009)
- Uczestnik rozgrywek:
  - FIBA Eurochallenge (2009)
  - Euroligi (2009-2010)

Indywidualne
- MVP Superpucharu Polski (2016)[13]

## Statystyki podczas występów w PLK
| Sezon     | Drużyna              | M  | S5 | MPG  | FG% | 3P% | FT% | RPG | APG | SPG | BPG | PPG  |
| --------- | -------------------- | -- | -- | ---- | --- | --- | --- | --- | --- | --- | --- | ---- |
| 2008/2009 | Asseco Prokom Sopot  | 25 | 3  | 16,2 | 40% | 31% | 77% | 2,1 | 2,0 | 0,6 | 0,0 | 5,1  |
| 2009/2010 | Asseco Prokom Gdynia | 6  | 1  | 17,8 | 38% | 47% | 53% | 2,2 | 2,7 | 0,5 | 0,0 | 7,3  |
| 2009/2010 | Energa Czarni Słupsk | 21 | 19 | 28,2 | 39% | 30% | 81% | 2,6 | 4,8 | 1,1 | 0,1 | 13,4 |